# 田村町金沢
田村町金沢（たむらまち かねざわ）は、福島県郡山市の大字である。郵便番号は963-1151。

## 地理
郡山市南東部の田村地区に属する。北で田村町小川、中田町高倉、東で中田町下枝、南東で田村町上道渡、南で田村町下道渡、田村町細田、田村町大供、西で田村町山中、田村町東山とそれぞれ隣接する。概ね町村制施行以前の田村郡金沢村の流れを汲む地域である。一級水系阿武隈川水系黒石川支流上石川中流域を主な範囲とする。川沿いの平地に水田が広がり、周囲の高台に集落や畑が広がる。田村町大善寺に所在する郡山警察署田村駐在所及び田村町岩作に所在する郡山消防署田村分署がそれぞれ管轄にあたる。

### 主な字
字
- 高屋敷
- 田仲
- 大六
- 西ノ田
- 柳田

- 大谷地
- 烏ケ内
- 内荒井
- 的場
- 三斗蒔

- 外堀
- 豆田
- 仲原
- 行人坦
- 小枝

- 後田
- 大久保
- 西ノ内
- 仲田

### 河川
一級水系阿武隈川水系
- 上石川
  - 金沢調整池

## 歴史
- 1879年1月27日 - 守山藩領金沢村が福島県内における郡区町村制の施行により田村郡の村となる。
- 1889年4月1日 - 町村制の施行により金沢村が山中村、岩作村、守山村、大善寺村、御代田村、正直村、徳定村、細田村、大供村と合併し田村郡守山村が発足する。旧金沢村域は守山村の大字となる。
- 1908年3月13日 - 守山村が町制施行し守山町となり、守山町の大字となる。
- 1955年1月1日 - 守山町が谷田川村と高瀬村の一部と合併し田村町が発足し、田村町の大字となる。
- 1965年5月1日 - 田村町が郡山市、安積郡富久山町、日和田町、熱海町、安積町、喜久田村、逢瀬村、片平村、三穂田村、湖南村と合併し新たな郡山市が設立され、郡山市の大字となる。

## 世帯数と人口
2024年1月1日現在の世帯数と人口は以下の通りである。
| 大字       | 世帯数  | 人口  |
| ---------- | ------- | ----- |
| 田村町金沢 | 154世帯 | 385人 |

## 小・中学校の学区
市立小・中学校に通う場合、学区は以下の通りとなる。
| 番地 | 小学校             | 中学校             |
| ---- | ------------------ | ------------------ |
| 全域 | 郡山市立守山小学校 | 郡山市立守山中学校 |

## 交通

### 道路
- 郡山市道1-63号守山金沢線
- 郡山市道1-65号谷田川高倉線（郡山東部広域農道）

## 施設
- 福島朝鮮初中級学校
- 郡山市東部土地改良区
- 東部森林公園
- 郡山地区木材製材協同組合
- 仁井田本家
- 東山霊園（東部の一部が当大字にかかる）
- 金昌寺
- 菅布禰神社
- 大六天魔王神社